# Chiesa della Madonna del Rosario (Villa Santa Maria)
La chiesa della Madonna del Rosario è sita a Villa Santa Maria (Provincia di Chieti) in Via Congrega, nella contrada della Congrega.
La chiesa domina il paese dall'alto di uno sperone roccioso. Vari interventi di consolidamento della roccia dello sprone si sono rivelati inutili, dato che negli anni settanta è crollato un pezzo di tale roccia sulle abitazioni sottostanti. La chiesa è sita su uno dei punti più alti del paese.
La chiesa viene chiamata anche della Congrega per il fatto che constava di una congregazione o confraternita di frati.
Attualmente è in restauro.

## Descrizione
L'esterno è in stile neoromanico rurale abruzzese (pietra locale) mentre l'interno è barocco.

### L'esterno
La facciata è a parallelepipedo con terminazione piana con contrafforti a scarpa sul retro e sul lato sinistro, lati privi di sostegni in controterra. L'unico ornamento della facciata è il portale. Sopra il portale vi è un timpano curvilineo spezzato con una scritta scolpita lungo un architrave attualmente illeggibile.

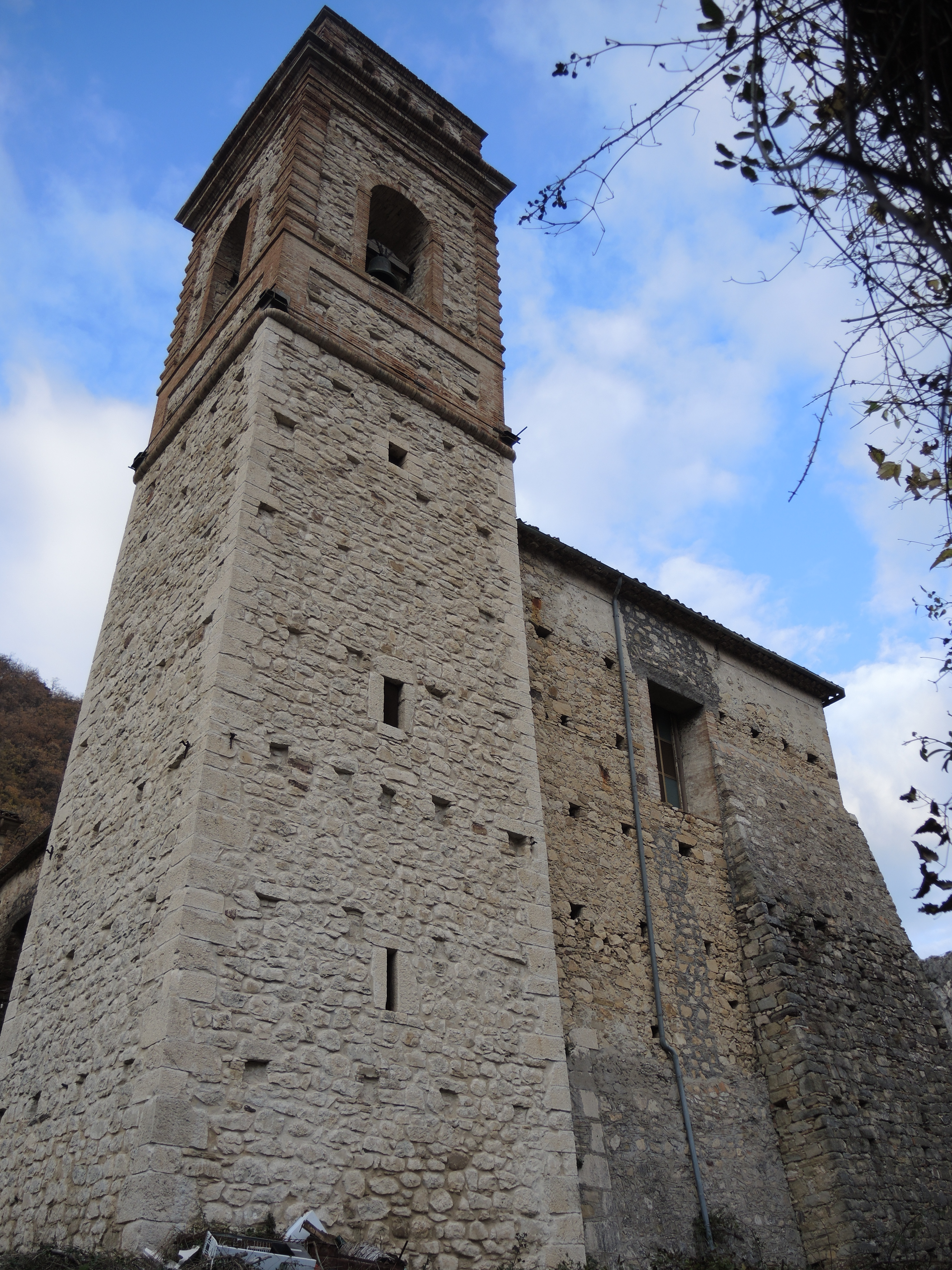
La torre campanaria

Nonostante una lapide sul lato sinistro della chiesa citi la data del 1639, il complesso della chiesa sembra appartenere alla seconda metà del XVIII secolo.
La chiesa è provvista di una torre campanaria. È di forma quadrangolare ed unito alla chiesa al lato destro. Attualmente è attorniato da ponteggi per il consolidamento della struttura.

### L'interno
L'interno è costituito da un'unica navata.

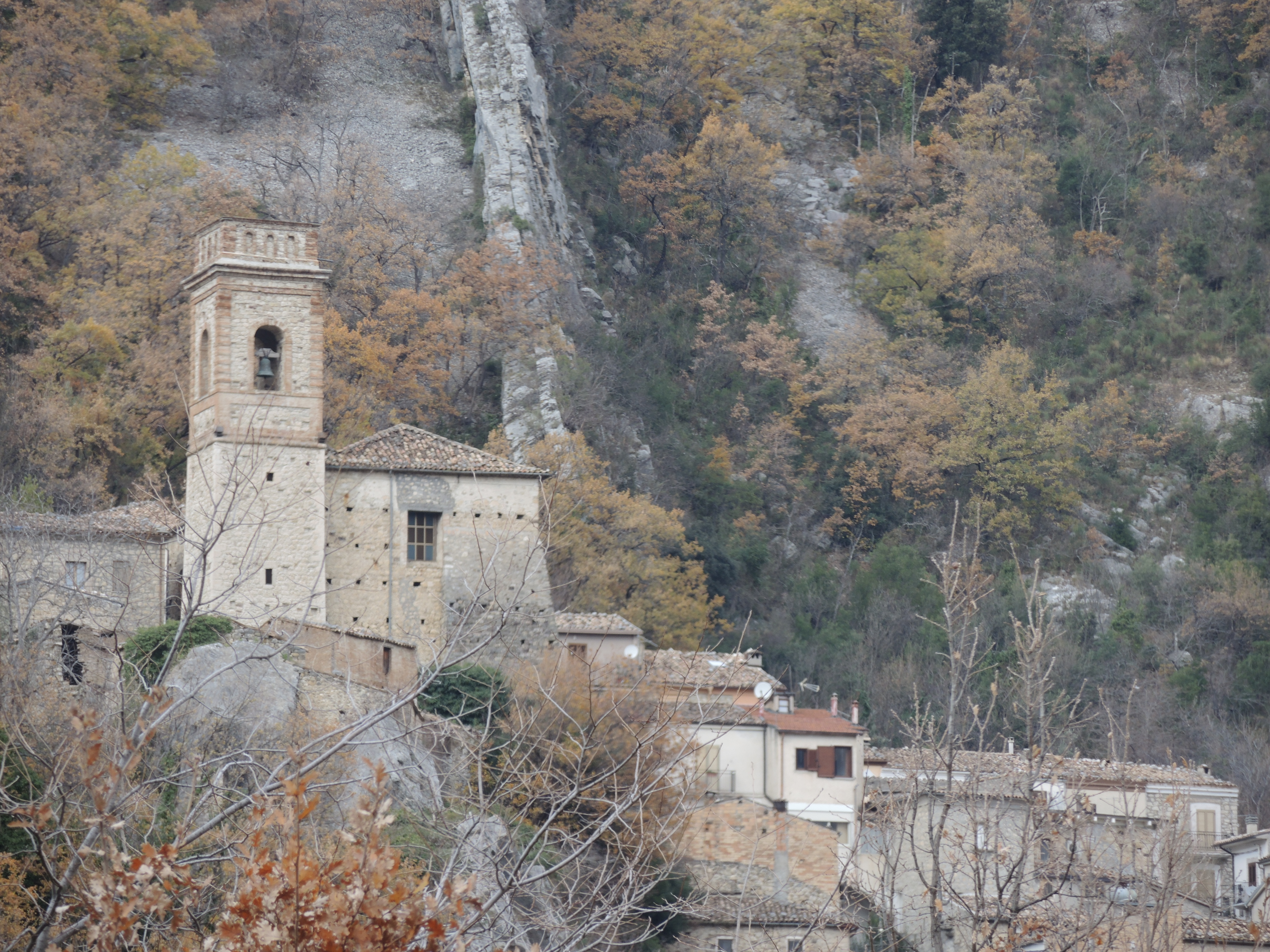
Veduta panoramica della chiesa (retro), dalla strada comunale

Lo schema è quello tipico di una confraternita con il piano superiore destinato alle funzioni religiose ed alle riunioni della Congrega e di un livello sotterraneo che era destinato alla sepoltura dei confratelli, cui si accedeva dalla zona absidale.
L'interno è ad aula. L'ingresso passa sotto la cantoria dell'organo. La volta è a doppia botte con lunette. Le volte a botte, che sono trasversali rispetto alla struttura della chiesa, sono separate da lesene con altrettanti altari siti nelle cappelle laterali.
L'altare dell'abside è in stucco policromo a marmorizzato.
Il pavimento è in quadrotti di laterizi di anonimo, mentre la cantoria è in muratura e convesso verso la zona centrale. Sotto la cupola vi sono dei seggi atti a fasciare i muri. Nei seggi si sedevano i membri della congrega, sono più recenti al resto della chiesa barocca.
Dell'oratorio rimane l'unica traccia nei seggi della congregazione nello stile della Confraternita del Purgatorio di Bucchianico (1735-80), o della confraternita dell'Orazione e Morte di Castel di Sangro (1738-45) o del Suffragio di Montereale (1745 circa).

#### Le tele
- Nella Madonna del Rosario sita dietro l'altare maggiore, il pittore raffigura la Madonna con Gesù Bambino che reggono un rosario su una nuvola. Due angioletti sorreggono una ghirlanda di fiori e grani di rosario. Il dipinto è di Nicola Ranieri di Guardiagrele.
- Nella Madonna Immacolata con Santi sita su un altare laterale, il pittore si ispira ad tema classicista inserendo le figure seguendo una forma triangolare. La Madonna è nell'atto di schiacciare il serpente tentatore con una mezzaluna, forse un simbolo della vittoria della cristianità contro i turchi. Ai lati della Madonna vi sono sei angioletti ed i Santi Francesco di Paola e Bernardo nell'atto di contemplazione. Il dipinto è di Pietro De Marinis e Francesco Colecchia.
- Nella Madonna Assunta e Santi si notano due strutture: in alto quello della spiritualità con la Madonna ed i Santi, in basso quella della materialità con San Francesco Saverio e San Vincenzo Ferreri. Degli angeli formano un giro intorno agli altri personaggi creando una compenetrazione tra i due mondi.
- Il Martirio di Santo Francescano posto lungo la navata è riferibile alla scuola di Nicola Ranieri.

## Fonti
- Sito sulla chiesa, su villasantamaria.com. URL consultato il 1º ottobre 2007 (archiviato dall'url originale il 27 ottobre 2007).
- Raffaele Giannantonio, Paragrafo "La chiesa del SS. Rosario", pagg.29-32
- Gabriella Di Cicco, Paragrafo "Le opere di pittura", pagg.32-33